# 滋賀駅
滋賀駅（しがえき）は、かつて滋賀県大津市見世にあった江若鉄道の駅（廃駅）。

## 歴史
滋賀駅は1921年（大正10年）、江若鉄道の路線開業にあわせて開設された。当時の所在地は滋賀郡滋賀村。滋賀村は鉄道開設に協力的で、駅の建設に必要な800坪の用地費用3,440円を村の基本財産・小学校基本財産の繰り入れと村民からの指定寄付によって賄っている。
江若鉄道は1969年（昭和44年）10月31日をもって営業を終了し、当駅も翌11月1日に廃止された。

### 年表
- 1921年（大正10年）3月15日：江若鉄道が三井寺から叡山までの区間で開業したのに伴い開業[6][7]。
- 1969年（昭和44年）11月1日：駅廃止[6]。

## 駅構造
滋賀駅は旅客と貨物の両方を取り扱う一般駅。列車交換が可能な停車場であり、2本の線路を挟んでホームが2面向かい合わせに配されていた（相対式ホーム）。
戦前は唐崎に滋賀海軍航空隊があり、そこへ物資を輸送するための側線が当駅から引かれていたとされる。戦後の1946年（昭和21年）に航空隊跡地は占領軍（GHQ）に供する野菜を栽培する水耕農場となり、農場から野菜を輸送するための側線も設けられた（農場は1957年まで設置）。このほか、大津海軍航空隊跡地（現在の大津駐屯地）に展開していた占領軍のキャンプ大津B地区に向かっても側線が引かれていた。
| ← 浜大津 方面 | 滋賀駅 配線略図 | → 近江今津 方面 |
| 凡例 出典:    |                 |                 |

## 利用状況
開業から数年間の年間乗降客数・貨物取扱量の状況は以下の通り。当駅は三井寺下 - 叡山間の列車交換のための駅という性格が強く、利用客は少なかった。
| 年間の旅客および貨物の取扱量 | 年間の旅客および貨物の取扱量 | 年間の旅客および貨物の取扱量 | 年間の旅客および貨物の取扱量 | 年間の旅客および貨物の取扱量 | 年間の旅客および貨物の取扱量 |
| 年                           | 旅客                         | 旅客                         | 貨物                         | 貨物                         | 出典                         |
| 年                           | 乗車                         | 降車                         | 発送                         | 到着                         | 出典                         |
| ---------------------------- | ---------------------------- | ---------------------------- | ---------------------------- | ---------------------------- | ---------------------------- |
| 1921年                       | 19,755人                     | 22,169人                     | 6トン                        | 12トン                       | [ 15 ]                       |
| 1922年                       | 32,901人                     | 35,269人                     | 47トン                       | 35トン                       | [ 16 ]                       |
| 1923年                       | 37,737人                     | 40,501人                     | 26トン                       | 112トン                      | [ 17 ]                       |
| 1924年                       | 46,724人                     | 28,947人                     | 48トン                       | -                            | [ 18 ]                       |
| 1931年                       | 15,228人                     | 15,756人                     | 72トン                       | 66トン                       | [ 19 ]                       |
| 1934年                       | 13,793人                     | 14,434人                     | 53トン                       | 24トン                       | [ 20 ]                       |
| 1935年                       | 15,152人                     | 15,684人                     | 59トン                       | 19トン                       | [ 21 ]                       |
| 1936年                       | 11,713人                     | 12,064人                     | 21トン                       | 24トン                       | [ 22 ]                       |

## 駅周辺
駅は田園地帯のただなかにあり、のどかな風景が広がっていた。駅があった場所は江若鉄道の廃線後に開業した湖西線と際川（）が交差する地点の北寄りに相当し、周囲は住宅地に変貌している。当駅前後の区間の線路跡は湖西線と重なっていて、駅の痕跡は残っていない。

## 隣の駅
江若鉄道
江若鉄道線
三井寺下駅 - 滋賀駅 - 叡山駅
- 1964年（昭和39年）までは隣の三井寺下駅との間に臨時駅の競輪場前駅が存在した。